# Angelique Special 2
Angelique Special 2 (アンジェリークSpecial2?, Anjerīku Special 2) è un videogioco simulatore di appuntamenti sviluppato dalla Koei e pubblicato dalla NEC Home Electronics per PlayStation PC-FX e Sega Saturn nel 1996. Il videogioco segue gli eventi di Angelique Special, ed il personaggio di Angelique Limoges è diventata la regina del Cosmo, mentre la sua rivale Rosalia de Catargena è diventata la sua assistente. Le nuove candidate a diventare regine sono la protagonista Angelique Collet (doppiata da Yoko Asada) e dalla sua antagonista Rachel Hart (doppiata da Miki Nagasawa).

## Accoglienza
Al momento dell'uscita, i quattro recensori della rivista Famitsū hanno dato un punteggio di 27/40 alle versioni per Sega Saturn e PlayStation.